# Norman (Oklahoma)
Norman es una ciudad en el estado de Oklahoma situada a 32 km sur del centro de Oklahoma City. Es la sede del condado de Cleveland y hace parte del área metropolitana de Oklahoma City, su población era 110,925 en el censo de 2010. La población estimada de Norman de 124 880 habitantes en 2019 la convierte en la tercera ciudad más grande de Oklahoma. Norman se encuentra dentro del Tornado Alley, una región geográfica donde la actividad de los tornados es frecuente e intensa. 
Norman se estableció durante la carrera por la tierra de 1999, que abrió las antiguas tierras no asignadas del Territorio Indio al asentamiento pionero estadounidense. La ciudad debe su nombre a Abner Norman, el agrimensor inicial del área, y se incorporó formalmente el 13 de mayo de 1891. Norman tiene una destacada educación superior e industrias de investigación relacionadas, ya que alberga la Universidad de Oklahoma (OU), la más grande del estado, con casi 32 000 estudiantes. Es conocida por sus eventos deportivos por equipos bajo el apodo de Sooners, con assistencia masiva de espectadores. La universidad museos como el Museo de Arte Fred Jones Jr. y el Museo de Historia Natural Sam Noble Oklahoma.

## Historia
Oklahoma se convirtió en parte de Estados Unidos con la compra de Luisiana en 1803. Antes de la Guerra de Secesión, el gobierno de Estados Unidos desterró a las Cinco Tribus Civilizadas. Los tratados de 1832 y 1833 asignaron el área conocida hoy como Norman a los creeks.

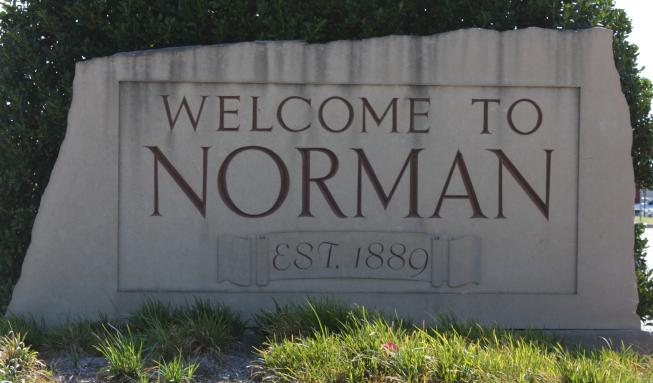
Marcador de bienvenida en Main Street

Tras la Guerra de Secesión, se dijo que los creeks habían ayudado a la Confederación, lo cual fue usado como argumento por el gobierno federal para desterrarlos nuevamente en 1866. A principios de los años 1870, se llevó a cabo un estudio de estas tierras no asignadas cuyo supervisor fue Abner Ernest Norman, un topógrafo de Kentucky de 23 años. Su equipo de trabajo instaló un campamento con un letrero en un olmo que decía "Norman's Camp" cerca de lo que hoy es la esquina de las calles Classen y Lindsey. En 1887, el ferrocarril de Atchison, Topeka y Santa Fe comenzó a prestar servicio al área, que luego se abrió al asentamiento como parte de la carrera por la tierra de 1989; los primeros colonos decidieron mantener el nombre de "Norman".
El 22 de abril de 1889, 150 residentes pasaron la noche en campamentos improvisados y a la mañana siguiente ya se estaba construyendo un centro de la ciudad. Casi de inmediato, dos prominentes empresarios, el exagente de carga ferroviaria de Purcell Delbert Larsh y el cajero jefe de la estación ferroviaria Thomas Wagoner, comenzaron a presionar para que el gobierno territorial ubicara en Norman su primera universidad. Los dos estaban interesados en hacer crecer la ciudad y habían razonado que, en lugar de intentar influir en las legislaturas para ubicar la capital del territorio fuertemente disputado en Norman, tenía sentido intentar asegurar la primera universidad del estado en su lugar (una medida que sería mucho menos controvertida). El 19 de diciembre de 1890, Larsh y Waggoner tuvieron éxito con la aprobación del Proyecto de Ley 114 del Consejo, que estableció la Universidad de Oklahoma en Norman unos 18 años antes de que Oklahoma accediera a la condición de estado.

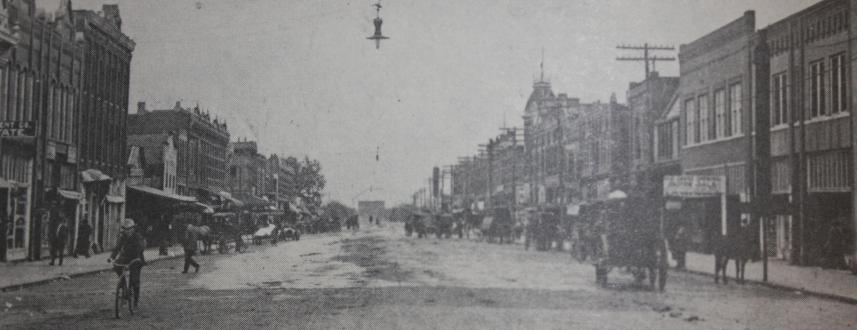
Main Street en Norman, circa 1900

Norman se incorporó formalmente el 13 de mayo de 1891.
Norman era una sundown town, es decir un municipio que practica la segregación racial al excluir a los no blancos a través de alguna combinación de leyes locales discriminatorias, intimidación o violencia. A los afroamericanos no se les permitió vivir dentro de los límites de la ciudad o pasar la noche en ella hasta principios de los años 1960. En 2020, el Ayuntamiento de Norman emitió una disculpa.
Norman ha crecido a lo largo de las décadas. En 1902, tenía dos bancos, dos hoteles, un molino harinero y otros negocios. En 1913, más de 3700 personas vivían en Norman cuando la Compañía de Ferrocarriles de Oklahoma decidió extender su tranvía interurbano desde Oklahoma City hasta Moore y Norman, lo que estimuló aún más el crecimiento. Las líneas ferroviarias se vovlieron en su mayoría de mercancías durante los años 1940 a medida que se desarrollaba la Red de Carreteras Federales. En 1940 la población llegó a 11 429 habitantes.
Con la finalización de la Interestatal 35 en junio de 1959, Norman se convirtió en una ciudad dormitorio de Oklahoma City; en 1960 su población era de 33 412 habitantes, pero a finales de la década había aumentado a 52 117. A lo largo de los años 1960, la masa terrestre de Norman aumentó en 451 km² mediante la anexión de áreas circundantes. La tendencias demográfica han continuado en el siglo XXI, con una población que llegó a 95 694 en 2000 y 110 925 en 2010.

### Presencia militar en Norman
En 1941, la Universidad de Oklahoma y los funcionarios de Norman construyeron el Max Westheimer Field, una pista de aterrizaje de la universidad, y luego la arrendaron a la Marina de Estados Unidos como un Centro de Entrenamiento de Vuelo Naval en 1942. Se convirtió en la Estación Aérea Naval Norman y se usó para entrenar pilotos de combate durante la Segunda Guerra Mundial. Posteriormente se establecieron en el sur un segundo centro de entrenamiento, conocido como Centro de Entrenamiento Técnico Aeronaval, y un hospital naval. En la posguerra, fue transferida de nuevo al control de la universidad. A su vez, la presencia militar restante y los veteranos imapctó en el número de habitantes, que era de 27 006 personas en 1950. En la actualidad se llama Aeropuerto Westheimer de la OU. La Armada volvió a utilizar las bases en menor capacidad desde 1952 hasta 1959 en apoyo del esfuerzo de la guerra de Corea.

## Geografía
A 2010, la ciudad tiene un área total de 491 km², de las cuales 463 km² son tierra y 28 km², agua.
El centro de esta gran área incorporada es de 20 millas (32,2 km) del centro de Oklahoma City, y separada principalmente por Moore, se encuentra en el área metropolitana de Oklahoma City.

### Topografía
Norman y las áreas circundantes son en su mayoría planas con una elevación cercana a los 357 m. El terreno en la sección occidental de Norman es pradera, mientras que la sección oriente, incluida la zona que rodea el lago Thunderbird, consta de unos 24 km² de lagos y bosque Cross Timbers. El punto más bajo dentro de los límites de la ciudad es de aproximadamente 296 m sobre el nivel del mar. El punto más alto es de aproximadamente 379 m.

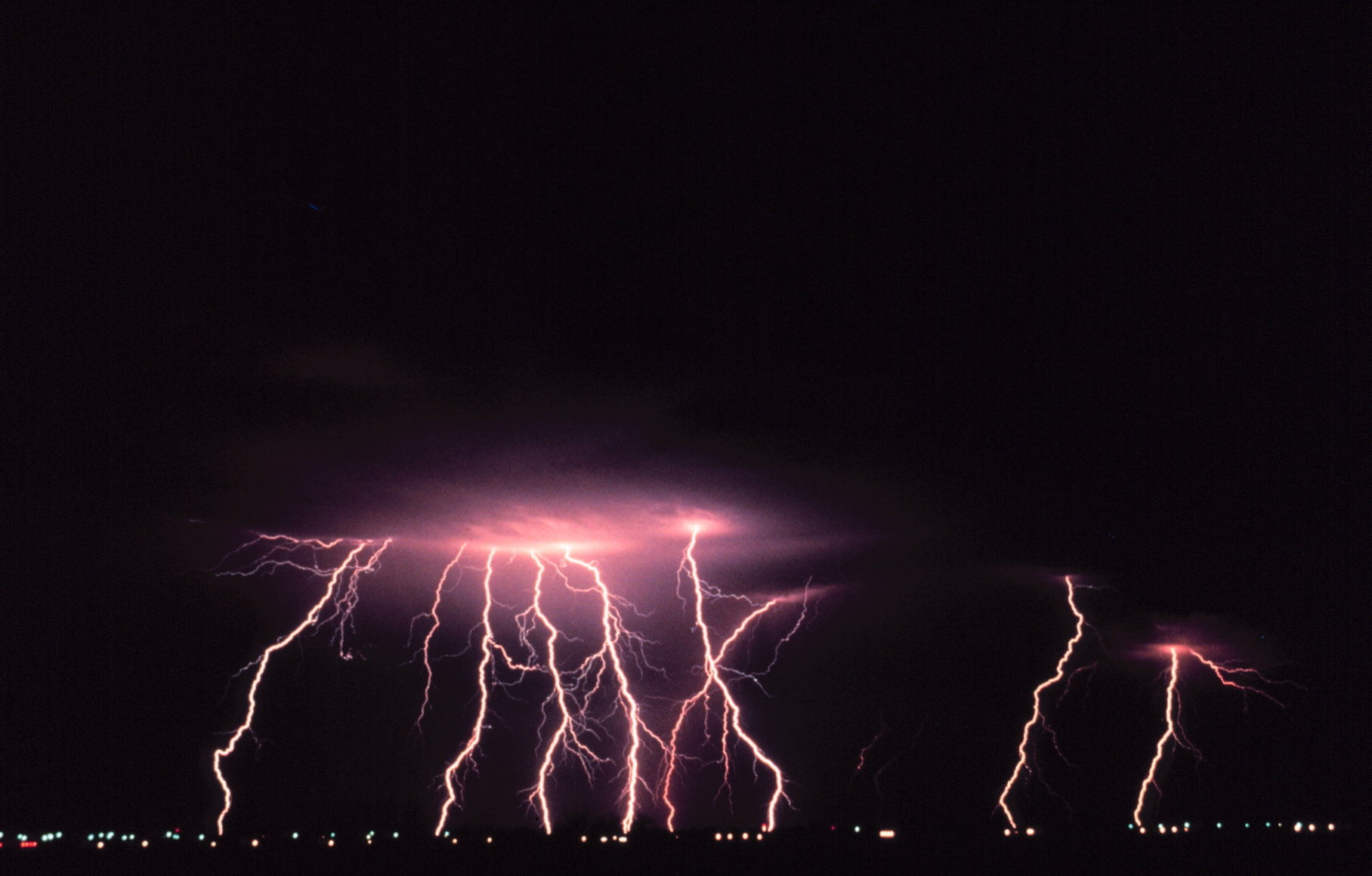
Un rayo cae sobre Norman durante una tormenta nocturna

### Clima
Norman está en una región de clima subtropical húmedo y templado que se identifica como clase "Cfa" en la clasificación climática de Köppen. En promedio, Norman recibe unos  965 mm de precipitación por año (mayo y junio son los meses más lluviosos). Temperaturas promedio 16 °C para el año. Los máximos promedio durante el día oscilan entre 10 °C en enero a 34 °C en julio; los mínimos promedio oscilan entre 28 °F (−2 °C) en enero a 22 °C en julio. Los veranos pueden ser extremadamente calurosos, como fue evidente en el verano históricamente caluroso de 1980, y nuevamente en 2011, cuando las temperaturas subieron por encima de los 38 °C durante la mayoría de los días desde mediados de junio hasta principios de septiembre Vientos constantes, con un promedio de cerca de 16 km/h y generalmente de sur a suroriente, ayudan a templar el clima más cálido durante el verano e intensificar los períodos fríos durante el invierno.
Norman se encuentra en Tornado Alley, la región de Estados Unidos donde la actividad tornádica es más frecuente. La ciudad tiene una temporada de tornados que dura de marzo a junio, con más del 80 % de todos los tornados reportados que ocurren durante estos meses. El área metropolitana de Oklahoma City, incluida Norman, es el área más propensa a tornados en Estados Unidos. El 10 de mayo de 2010, se produjo un brote de tornado al sudeste de Norman que provocó la pérdida de múltiples hogares y negocios. El 13 de abril de 2012 la ciudad fue golpeada por un tornado débil. El 6 de mayo de 2015, la parte noroccidente fue golpeada por otro tornado débil.

## Economía
La Universidad de Oklahoma (OU) emplea a más de 11 600 personas en tres campus, lo que la convierte en un importante impulsor de la economía de Norman. El campus es un centro de investigación científica y tecnológica.

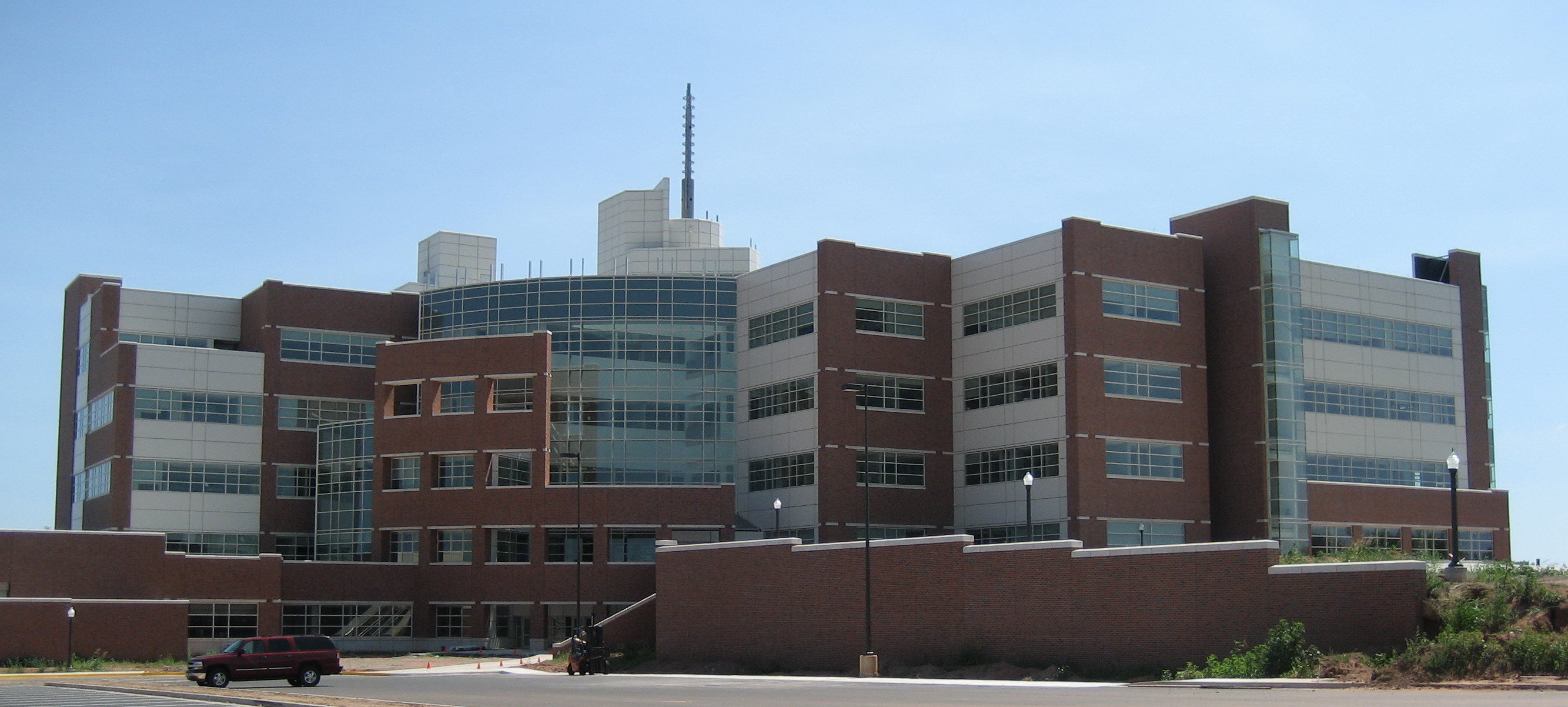
Centro Meteorológico Nacional de la OU

Norman también alberga el Centro Meteorológico Nacional, de la OU y la Administración Nacional Oceánica y Atmosférica; la ciudad es también la ubicación del Museo Nacional del Tiempo y del Centro de Ciencias. A su vez, varias empresas meteorológicas privadas están presentes en la ciudad, incluidas Weathernews Americas, Inc., Vieux and Associates, Inc., Verisk Analytics, Pivotal Weather y DTN (ex Weather Decision Technologies).
En Norman también está el Oklahoma Geological Survey, que realiza investigaciones geológicas, y el Oklahoma Renewable Energy Council, que es una alianza público-privada, que fomenta la tecnología de energía renovable con el objetivo de establecer aplicaciones más viables. SouthWest NanoTechnologies es un productor de nanotubos de carbono de pared simple. Bergey Windpower es un proveedor de pequeñas turbinas eólicas.

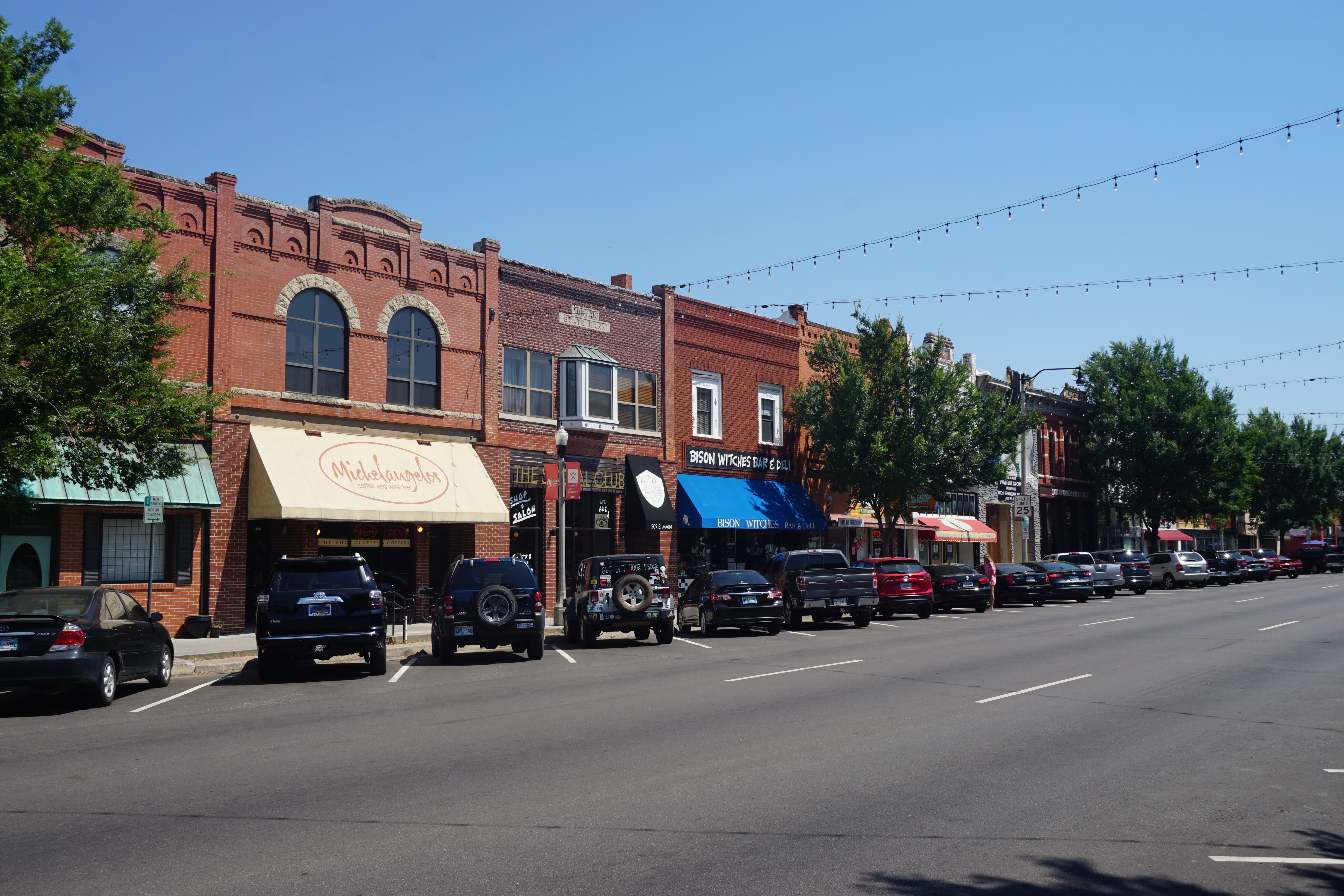
Main Street en el centro de Norman

Otros empleadores importantes son Norman Regional Health System, Norman Public Schools, Johnson Controls, Griffin Memorial Hospital, Hitachi, Astellas Pharma Technologies, Albon Engineering, Xyant Technology, MSCI, SITEL, United States Postal Service National Center for Employee Development, Sysco Corporation y AT&T.
University North Park, un centro de estilo de vida con desarrollo planificado en más de 1 km² de tierra, está en la avenida 24 NW a lo largo del corredor I-35 entre las calles Robinson y Tecumseh.
En 2008, la revista Money de CNN clasificó a Norman como la sexta mejor ciudad pequeña de Estados Unidos para vivir.

## Cultura

### Museos y teatro

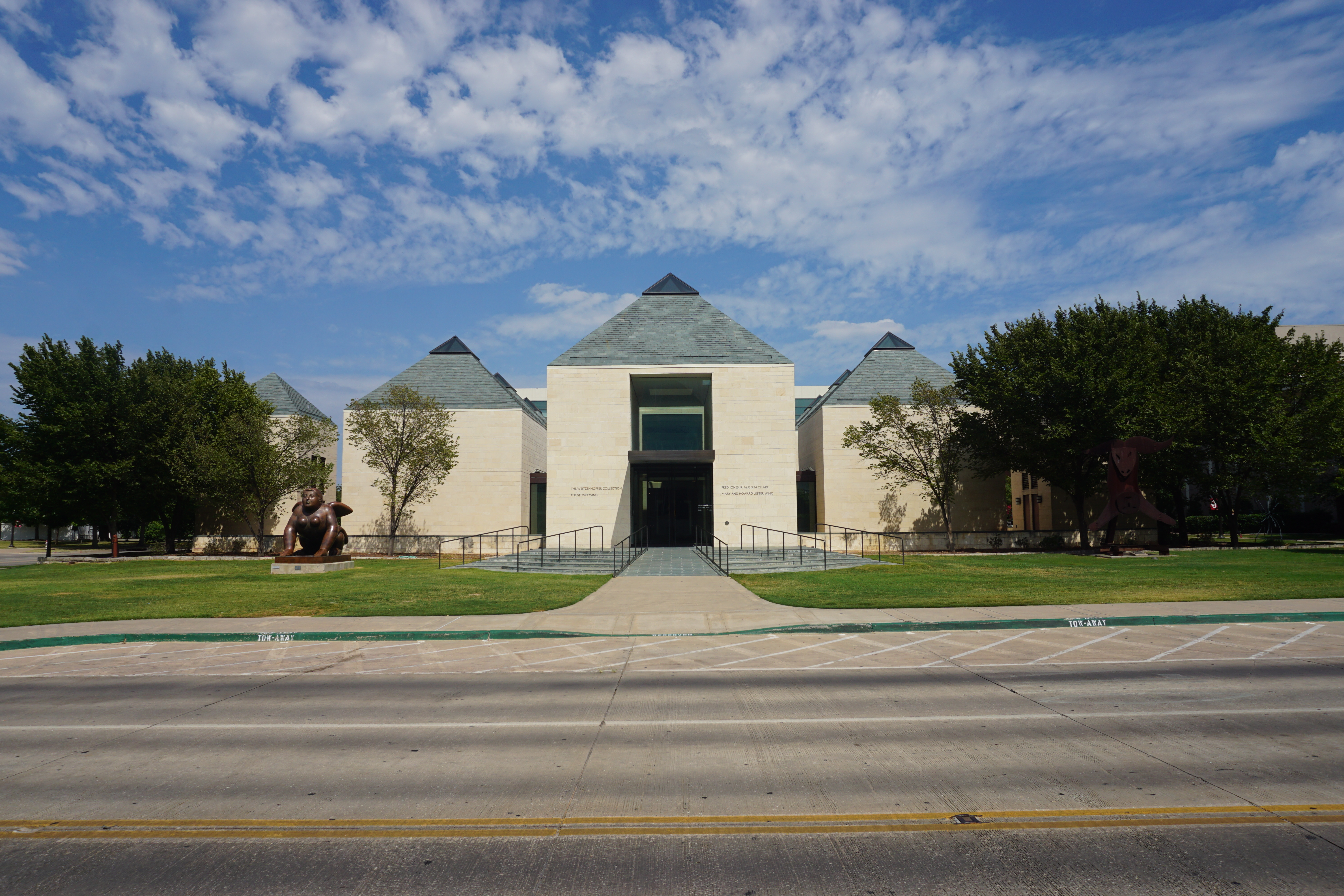
Museo de Arte Fred Jones Jr.

Norman disfruta de muchas atracciones culturales financiadas por la universidad. El Museo de Arte Fred Jones Jr. fue noticia nacional e internacional en 2000 cuando recibió la Colección Weitzenhoffer, la colección más grande de arte impresionista francés jamás otorgada a una universidad estadounidense. La colección incluye obras de Mary Cassatt, Claude Monet, Vincent van Gogh, Paul Gauguin, Pierre-Auguste Renoir y Camille Pissarro.
El Museo de Historia Natural Sam Noble Oklahoma es un museo que tiene más de 50 000 pies cuadrados (4645,2 m²) de exhibiciones van desde arqueología, paleontología, etnología, herpetología, ornitología y estudios nativos americanos. Sus exhibiciones están destinadas a sumergir a los visitantes en la larga historia del estado. El museo presenta muchas colecciones completas de fósiles de dinosaurios y también se destaca por su colección paleozoica, considerada una de las más grandes e importantes que existen.
La Casa Moore-Lindsay es una casa estilo Reina Ana construida antes de 1900 por el prominente constructor de viviendas William Moore; Fue comprado por Norman en 1973 y hoy sirve como museo histórico de la ciudad y del condado de Cleveland. Ubicada en 508 N. Peters, la arquitectura de Moore-Lindsay House es representativa de Norman durante la época victoriana. La Sociedad Histórica del Condado de Cleveland mantiene una colección de más de 5,000 libros raros, documentos y otros artefactos en sus archivos ubicados dentro de la casa.
Catlett Music Center en la OU presenta muchas actuaciones orquestales y de jazz y las Escuelas de Danza, Drama y Teatro Musical de la Facultad de Bellas Artes de la Familia Weitzenhoffer ofrecen muchos programas para estudiantes durante todo el año.
La ciudad también alberga muchas galerías y sitios de espectáculos financiados con fondos privados.

## Deportes

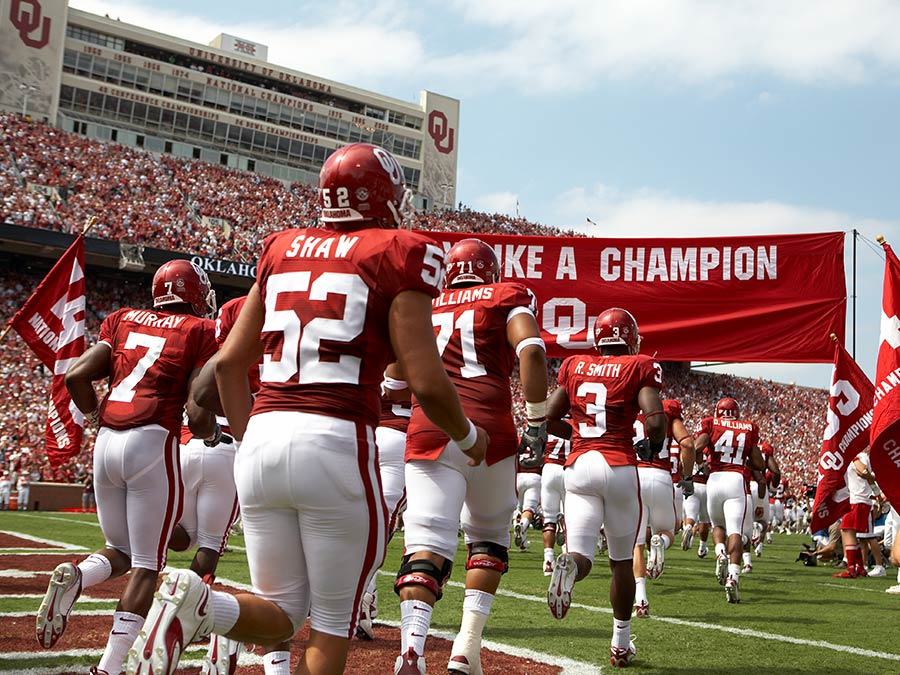
Jugadores de la OU sale al campo en Oklahoma Memorial Stadium

La OU patrocina muchos eventos deportivos universitarios en Norman. La escuela es conocida por su programa de fútbol, habiendo ganado siete Campeonatos Nacionales de Fútbol de la División I de la NCAA. Además, tiene el mejor porcentaje de victorias de cualquier equipo de la División I FBS desde la introducción de la encuesta AP en 1936 y ha jugado en cuatro Juegos del Campeonato Nacional BCS desde 1998.
Durante la temporada de fútbol, el programa de fútbol Oklahoma Sooners contribuye significativamente a la economía de Norman. Durante los fines de semana del día del juego, Norman ve una afluencia del tráfico de la ciudad de todo el país con más de 80,000 personas que asisten rutinariamente a los juegos de fútbol. Los negocios locales de Norman, especialmente las áreas alrededor del campus y Campus Corner, se benefician enormemente del tráfico del día del juego solo. El programa se ubica en el top 10 de los principales generadores de dinero del fútbol americano universitario de ESPN con juegos en casa que generan ingresos de aproximadamente $ 59 millones y gastos operativos del día del juego en aproximadamente $ 6.1 millón.
En 1951 y 1994, su equipo de béisbol ganó el campeonato nacional de y el equipo de softbol femenino ganó el campeonato nacional en 2000, 2013, 2016 y 2017. Los equipos de gimnasia han ganado cuatro campeonatos nacionales desde 2001.
Otros deportes universitarios para hombres incluyen: baloncesto, campo a través, golf, gimnasia, fútbol, Ultimate Frisbee, tenis, atletismo y lucha. El equipo de hockey masculino de OU Sooners compite en la American College Hockey Association, a nivel de "club", pero aún tiene que solicitar un juego de nivel superior. Debido a la falta de una pista en Norman, el equipo juega en el Blazers Ice Center en el sur de Oklahoma City. Los deportes para mujeres incluyen: baloncesto, campo a través, golf, gimnasia, fútbol, Ultimate Frisbee, remo, fútbol, softbol, tenis, atletismo y voleibol.
La Asociación de Entrenadores de Golf de América (GCAA), una asociación profesional sin fines de lucro de entrenadores de golf universitarios masculinos, se encuentra en Norman.

## Parques y Recreación

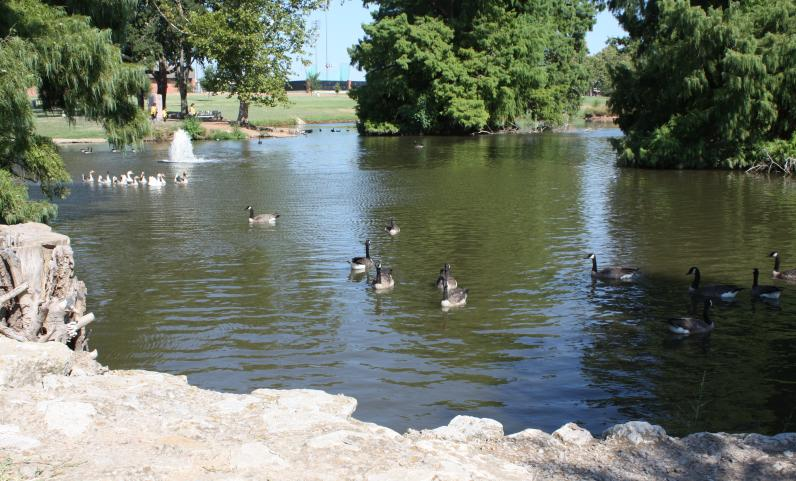
El estanque de los patos del parque Brandt

El Departamento de Parques y Recreación de Norman facilita 55 parques comunitarios y del vecindario, tres centros de recreación, un campo de golf y campo de prácticas, tres campos de golf de disco, un complejo de natación completo con toboganes, una piscina para niños, 32 canchas de tenis y tres centros de servicios especiales (que ofrecer artes culturales y actividades para personas mayores). El complejo deportivo Griffin Community Park incluye 16 campos de fútbol, 14 campos de béisbol/sóftbol y cuatro campos de fútbol.

### Bibliotecas
Norman cuenta con tres bibliotecas públicas, Norman Public Library Central, Norman Public Library East y Norman Public Library West, todas las cuales son parte del Pioneer Library System de 12 sucursales que atiende a los condados de Cleveland , McClain y Pottawatomie. La biblioteca tiene un acuerdo recíproco con el Sistema de Bibliotecas Metropolitanas de Oklahoma City a través del cual aquellos elegibles para una tarjeta de biblioteca en un sistema también son elegibles en el otro. Los titulares de tarjetas también pueden tomar prestados libros que no estén disponibles en la colección PLS mediante el uso del préstamo interbibliotecario. Los libros se pueden reservar y enviar a una biblioteca local de forma gratuita. Además de los libros, la biblioteca mantiene una colección de publicaciones periódicas, videos en DVD, audiolibros, libros electrónicos y materiales de investigación.
La Bizzell Memorial Library de la OU es la biblioteca más grande del estado de Oklahoma y tiene más de cinco millones de volúmenes. Además de los libros, la biblioteca mantiene más de 5182 m en longitud de manuscritos y archivos, 1,6 millones de fotografías y más de 1,5 millones de mapas. La biblioteca también alberga más de 50 libros impresos antes del año 1500.

## Medios de comunicación
The Norman Transcript es el periódico de mayor circulación en la ciudad. Es diario que cubre eventos en los condados de Cleveland y McClain. Es el negocio continuo más antiguo de Norman y se fundó poco después de la carrera por la tierra de 1889.
The Oklahoma Daily es un periódico dirigido por estudiantes de la OU. Se publicó por primera vez en 1897, varios años después de la fundación de la universidad. El periódico ha recibido numerosos premios a la excelencia periodística, incluido el premio Pacemaker de Associated Collegiate Press.
KGOU es una estación de radio pública de servicio completo con licencia de la OU. Sirve a Norman y al área metropolitana de Oklahoma City con un formato de noticias/charlas/jazz, utilizando programas de National Public Radio, Public Radio International y otros.
Norman TV es una estación de televisión de acceso gubernamental que se transmite en el canal 20 de televisión por cable de Cox Communications. Transmite la programación proporcionada por Norman, incluido el video de las reuniones del Concejo municipal

## Infraestructura

#### Aeropuertos
El transporte aéreo comercial se concentra en Aeropuerto Will Rogers World en Oklahoma City, ubicado aproximadamente a 20 millas (32,2 km) noroccidente de Norman. El aeropuerto sirve a más de 3,78 millones de pasajeros al año.
Norman es servido localmente por el Aeropuerto Max Westheimer, administrado por la OU. Es uno de los relevos del Will Rogers World Airport, pues puede manejar aviones hasta aviones a reacción de clase ejecutiva.

#### Autobuses
El Cleveland Area Rapid Transit (CART), operado por la OU, brinda servicio de autobús en las 495 km² del área de Norman. CART también brinda servicio a las oficinas de la Administración del Seguro Social en Moore, así como al centro de tránsito EMBARK en el centro de  Oklahoma City. EMBARK mantiene una flota de autobuses y trolebuses que sirven al área metropolitana de Oklahoma City, y se espera que un nuevo sistema de tren ligero comience a operar en 2018. Todos los servicios al Aeropuerto Will Rogers World no están disponibles actualmente.
En 2008, CART se convirtió en el 39.º sistema de transporte público de Estados Unidos en aparecer en Google Transit, un sitio web que permite a los usuarios de transporte planificar electrónicamente sus rutas de viaje. En 2010, los autobuses CART se modificaron para incluir un sistema de rastreo por GPS que permite a los pasajeros ver la ubicación de los autobuses y sus tiempos de llegada previstos a través de los sitios web de CART y Google. Los autobuses CART transportan más de 1.3 millones de viajeros al año.

#### Ferrocarriles

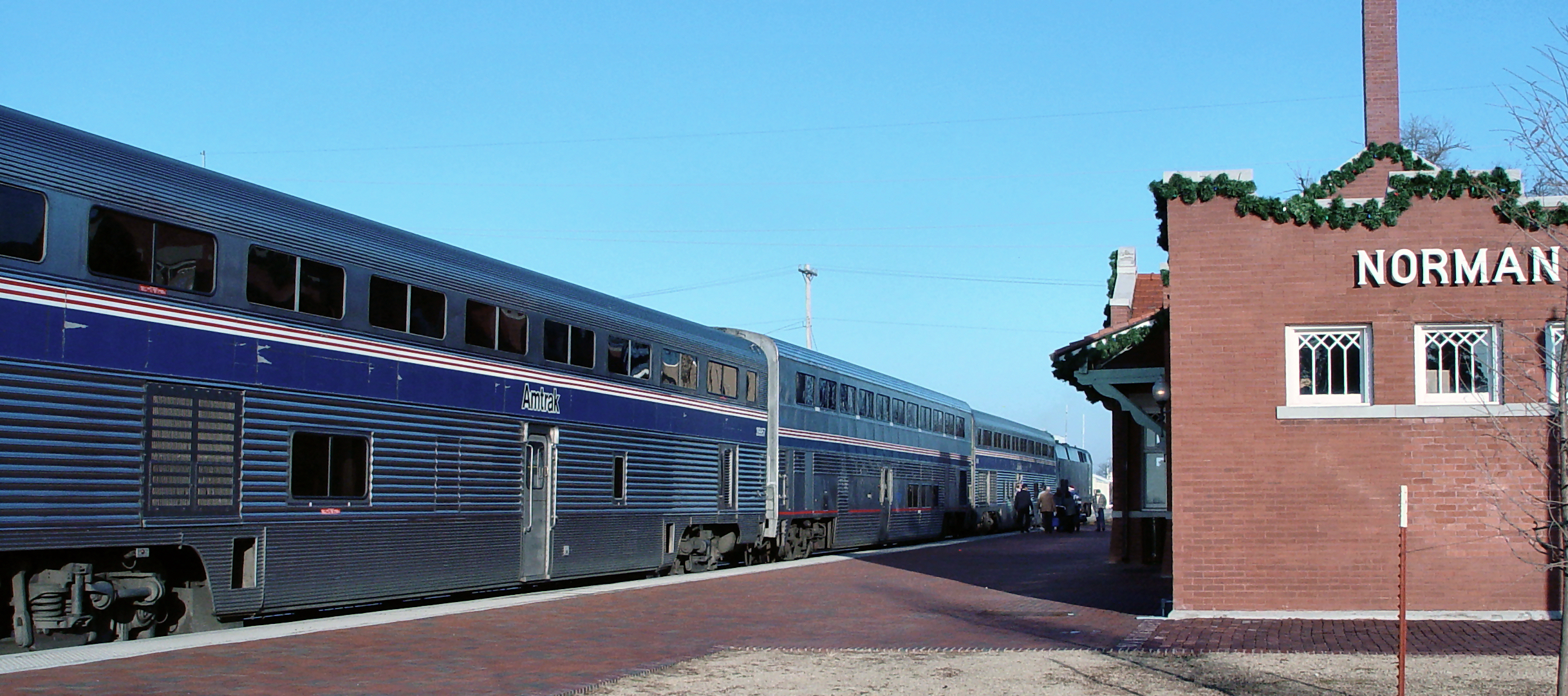
Tren de Amtrak parando en Norman

El servicio de tren de pasajeros entre ciudades está disponible a través de Amtrak en Norman Depot. Heartland Flyer de Amtrak ofrece un servicio diario de ida y vuelta al centro de Oklahoma City y Fort Worth.
Aunque Norman actualmente no tiene servicio de tren ligero o de cercanías, existe un interés creciente en incorporar dichos servicios en los planes de transporte futuros como parte del sistema de tránsito regional del área metropolitana de Oklahoma City.

#### Carreteras y carreteras
La forma de transporte predominante en Norman son las carreteras y autopistas, con el 80 % de todos los residentes conduciendo solos al trabajo, el 9 % en coche compartido y solo el 1,3 % en transporte público. En 2007, la Interestatal 35 solo manejaba más de 99,000 vehículos por día. Otras carreteras importantes incluyen la State Highway 9, una parte de la cual sirve a 28 000 vehículos diarios, y la US Highway 77, que sirve a más de 25.000 vehículos por día.
Norman también está conectado con el South Loop Turnpike planificado a través de Norman Spur Turnpike, que sigue la autopista estatal 9 desde un punto al occidente de la interestatal 35 hasta HE Bailey Turnpike (interestatal 44) al sur del aeropuerto Will Rogers World en Oklahoma City. Los planes siguen adelante para conectar Norman Spur con Airport Road (Oklahoma 152) en Oklahoma City y hacia el norte con la autopista John Kilpatrick Turnpike existente que termina justo al sur de la Interestatal 40 cerca de Yukon y avanzando hacia el norte a través del lado norte de Oklahoma City hasta el Turner Turnpike a Tulsa. La expansión permitirá a los residentes de Norman una ruta de alta velocidad y acceso limitado hacia el occidente sin tener que ingresar a las áreas densamente transitadas de Oklahoma City. Los planes futuros requieren una extensión al oriente y al norte de Turnpike para conectar Norman directamente con la Interestatal 40 oriente y la Turner Turnpike con Tulsa, reduciendo en gran medida los tiempos de viaje para los residentes porque podrán evitar el tráfico de Oklahoma City en todas las direcciones excepto en la Interestatal 35 en dirección norte.

## Barrios

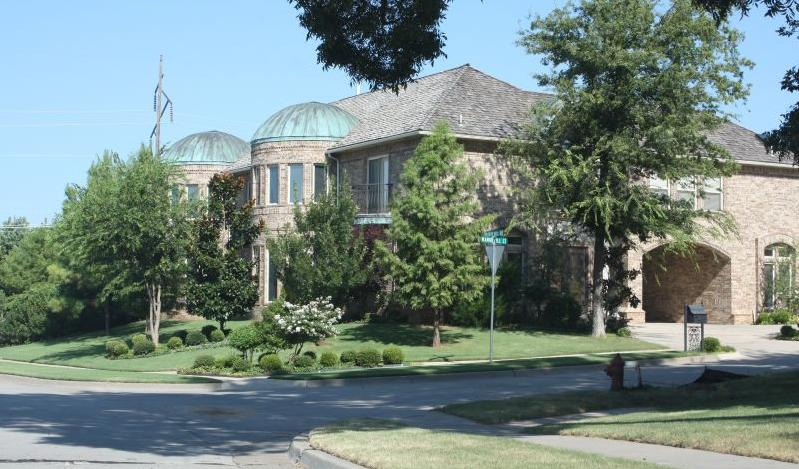
Un barrio en el occidente de Norman

Norman tiene una variada gama de vecindarios. El centro tiene unos 5 km² y está delimitado por el bulevar University, la avenida Porter y las calles Symmes y Daws; otras calles importantes del barrio son Main y Gray. En este distrito hay restaurantes, galerías de arte y otros negocios así como algunos de los edificios más antiguos de Oklahoma.
Hall Park es un área al nororiente del centro de Norman que originalmente era un municipio independiente; en 2005 se anexó a Norman, convirtiéndose en uno de sus barrios. El área alberga muchas casas suburbanas de clase media y es históricamente importante porque fue anunciada como la primera "ciudad totalmente eléctrica" de Estados Unidos. El presidente Ronald Reagan, entonces ejecutivo de General Electric, asistió a la gran ceremonia de inauguración de Hall Park en 1962, donde fue nombrado primer alcalde honorario de la ciudad.

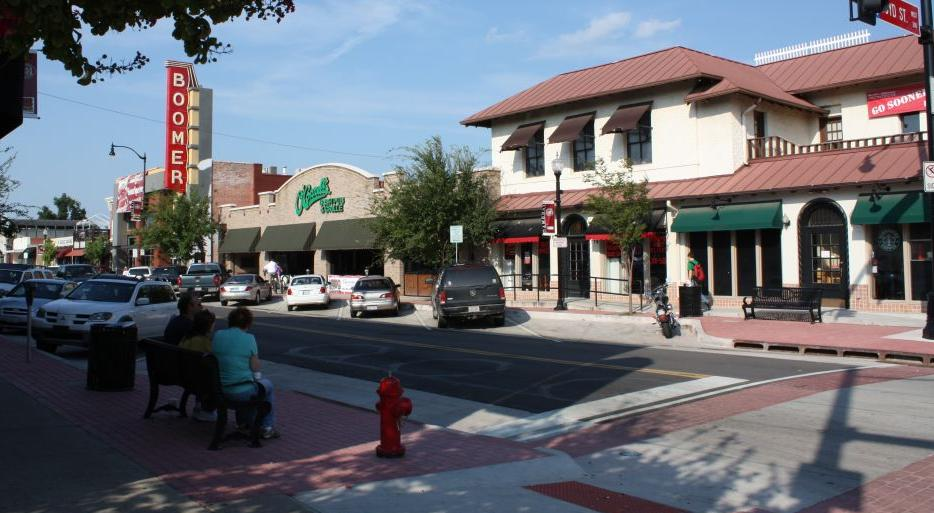
Esquina del campus cerca de Boyd y Asp

La OU y el área que la rodea albergan muchos vecindarios de importancia histórica. La propia universidad tiene una arquitectura única de inspiración neogótica conocida como "Cherokee Gothic", llamada así por el arquitecto Frank Lloyd Wright. Las iglesias y casas en los vecindarios circundantes pueden describirse como neogóticas o de estilo Reina Ana. Norman tiene dos distritos de preservación histórica designados por la ciudad en el área: el Distrito Histórico Miller, delimitado por Symmes St., Classen Blvd. y Miller Ave.; y el distrito histórico de Chautauqua, delimitado por las calles Symmes y Brooks, y las avenidas Chautauqua y Lahoma. Ambos vecindarios residenciales tienen casas diseñadas a partir de una mezcla de estilos arquitectónicos que datan de 1903 a 1935, y la mayoría del vecindario Miller son casas estilo Bungaló o American Craftsman. Cualquier cambio externo o reparación a las casas en estas áreas debe ser aprobado por la Comisión de Preservación Histórica de Norman.
El área inmediatamente al norte de la universidad se conoce como Campus Corner y tiene una mezcla de negocios, bares y restaurantes. Los vecindarios al oriente del campus albergan a muchos estudiantes, tanto en viviendas residenciales como en condominios/apartamentos de gran altura.
Norman disfruta de muchos paisajes arbolados, participando en los programas ReLeaf Norman y Tree City USA.